# Joseph Urtasun
Pour les articles homonymes, voir Urtasun (homonymie).
Joseph Urtasun, né à Bayonne dans les Basses-Pyrénées (actuellement Pyrénées-Atlantiques) le 9 août 1894 et mort le 24 février 1980 à Avignon, est un évêque catholique français, évêque de Valence de 1952 à 1955 et archevêque d'Avignon de 1957 à 1970.

## Biographie
Joseph Urtasun est ordonné prêtre le 2 juillet 1917. Il est ensuite nommé vicaire général de Périgueux.
Le 10 août 1952, Pie XII le nomme évêque de diocèse de Valence. Il reçoit la consécration épiscopale le 28 octobre suivant des mains de Georges Louis, évêque de Périgueux. Trois ans plus tard, le 17 septembre 1955, il est nommé archevêque coadjuteur d'Avignon, auprès de Gabriel de Llobet. Ce dernier meurt le 22 avril 1957, et Joseph Urtasun lui succède alors comme archevêque de la cité des papes. Il conserve cette charge jusqu'au 25 juin 1970.
Il est alors brièvement nommé archevêque titulaire de Voncaria (de) avant se retirer complètement. Il meurt 10 ans plus tard, le 25 février 1980.
Par sa mère, née Marie Légasse, Joseph Urtasun est le neveu de Christophe-Louis Légasse, lui-même évêque de Périgueux de 1920 à 1931.